# Loxandrus ludovicianus
Loxandrus ludovicianus är en skalbaggsart som beskrevs av Thomas Casey. Loxandrus ludovicianus ingår i släktet Loxandrus och familjen jordlöpare. Inga underarter finns listade i Catalogue of Life.